# Enchelycore
Enchelycore je rod morskih jegulja iz porodice Murinki. Vrste iz roda Enchelycore su male do srednje velike, uglavnom u rasponu od 60 do 90 cm, a najveća je E. ramosa, koja doseže 180 cm.

## Vrste
Poznato je 13 vrsti iz ovog roda:
- Enchelycore anatina (R. T. Lowe, 1838)
- Enchelycore bayeri (L. P. Schultz, 1953)
- Enchelycore bikiniensis (L. P. Schultz, 1953)
- Enchelycore carychroa J. E. Böhlke & E. B. Böhlke, 1976
- Enchelycore kamara J. E. Böhlke & E. B. Böhlke, 1980
- Enchelycore lichenosa (D. S. Jordan & Snyder, 1901)
- Enchelycore nigricans (Bonnaterre, 1788)
- Enchelycore nycturanus D. G. Smith, 2002
- Enchelycore octaviana (G. S. Myers & Wade, 1941)
- Enchelycore pardalis (Temminck & Schlegel, 1846)
- Enchelycore ramosa (Griffin, 1926)
- Enchelycore schismatorhynchus (Bleeker, 1853)
- Enchelycore tamarae Prokofiev, 2005

## Vanjske poveznice
|  | Zajednički poslužitelj ima još gradiva o temi Enchelycore |
|  | Wikivrste imaju podatke o taksonu Enchelycore             |